# معركة مرج عيون
معركة مرج عيون هي مواجهة عسكرية دارت رحاها في مرج عيون بالقرب من نهر الليطاني (في لبنان حالياً) في يونيو 1179 بين مملكة بيت المقدس بقيادة بلدوين الرابع والجيوش الأيوبية بقيادة صلاح الدين الأيوبي. وانتهت بانتصار حاسم للمسلمين، وتعتبر المعركة الأولى في سلسلة طويلة من الانتصارات الإسلامية تحت حكم صلاح الدين الأيوبي ضد المسيحيين. ومع ذلك، فإن الملك المسيحي، بلدوين الرابع، المصاب بالشلل بسبب الجذام، نجا بصعوبة من الأسر بعد هزيمته.

## نبذة تاريخية
غزا جيش صلاح الدين الأيوبي مملكة بيت المقدس اللاتينية من مصر في 1177. في نفس العام، فاجأ الملك بلدوين جيش المسلمين وهزمهم في معركة تل الجزر.
غزا صلاح الدين الأيوبي مرة أخرى الإمارات الصليبية من جهة دمشق في 1179. وتمركز بجيشه في بانياس وأرسل قوات إغارة لنهب القرى والمحاصيل القريبة من صيدا والمناطق الساحلية. لن يتمكن المزارعون وسكان البلدات الذين أفقرهم المغيرون المسلمون من دفع الضرائب لأسيادهم الفرنجة. وفي حال ما لم تتوقف سياسة صلاح الدين التخريبية فإنها ستضعف المملكة الصليبية.
نقل بلدوين جيشه إلى طبريا على بحيرة طبريا رداً على ذلك. ومن هناك سار باتجاه الشمال والشمال الغربي إلى معقل صفد. وواصل السير في نفس الاتجاه حتى وصل إلى قلعة طورون (تبنين)، على بعد حوالي 13 ميلاً (21 كم) شرق جنوب شرق صور. تحرك بلدوين إلى الشمال الشرقي برفقة فرسان الهيكل بقيادة أودو دي سانت أماند [الإنجليزية] وقوة من مقاطعة طرابلس بقيادة الكونت ريموند الثالث.

## المعركة
كانت مملكة بيت المقدس لا تزال آملة في الحصول على فرصة لمهاجمة مصر، لكنها لم تكن قوية بما فيه الكفاية. بُني حصن في مخاضة يعقوب في 1178 م، وهي نقطة عبور حدودية شمال بحيرة طبريا، أطلق عليه المؤرخون العرب حصن بيت الأحزان، وشكل موقعاً دفاعياً وقاعدة يمكن شن الهجمات منها في المستقبل. وعلى الحدود أصبحت القلاع والحصون حينذاك تحت سيطرة التنظيمات العسكرية الدينية العنيفة. اجتاح الجفاف الشديد بلاد الشام خلال صيف 1179 م، بينما اندلعت مناوشات صغيرة. عرض صلاح الدين الأيوبي أن يدفع للصليبيين 100.000 دينار مقابل وقف التوغلات ونقض الحصن في مخاضة يعقوب لكن الصليبيين رفضوا، واستؤنفت الأعمال العدائية.
رأى الصليبيون خيام صلاح الدين الأيوبي على مسافة من الجانب الشرقي من النطاق الساحلي. قرر بلدوين ونبلائه النزول إلى السهل والهجوم على الفور. عندما تحرك جيش الفرنجة إلى أسفل التل، سرعان ما تفوق الفرسان على جنود المشاة. بعد تأخير لبضع ساعات، أعاد الصليبيون تجميع صفوفهم، ثم واجهوا القوات الإسلامية المهاجمة وهزموها بسهولة، والتي كانت قافلة من غزواتها.
تخلى الفرنجة عن حذرهم معتقدين أن المعركة قد انتهت. انتقل فرسان الهيكل من قوات ريموند وأودو دي سانت أماند إلى أرض مرتفعة بين مرج عيون ونهر الليطاني. استراح المشاة الصليبيون من مسيرتهم السريعة في وقت سابق من ذلك اليوم.
وفجأة، هاجم جيش صلاح الدين الرئيسي الصليبيين وأنزل بهم هزيمة شديدة. ألقى شهود ذلك الوقت باللوم في الهزيمة على أودو دي سانت أماند، الذي أُسر في المعركة. في حين نجا الملك بلدوين بالكاد من الأسر. الذي لم يكن قادراً على امتطاء الخيل بسبب مرضه العضال، فحمله فارس إلى بر الأمان بينما شق حرسه ممراً عبر السراسنة. فر العديد من الناجين الفرنجة من المعركة إلى معقل قلعة الشقيف، على بعد حوالي 5 أميال (8.0 كم) جنوب غرب ساحة المعركة.

## التداعيات
تشير إحدى الروايات إلى أن فرسان الهيكل هاجموا قوة صلاح الدين الرئيسية بمفردهم، بدلاً من التراجع وتحذير الملك والقتال بجانبه. وألقى وليم، رئيس أساقفة صور، اللوم على تصرفات فرسان المعبد المتهورة في الهزيمة، على حد تعبيره. ومع ذلك، لم يكن فرسان المعبد من رعايا الملك واتبعوا سياساتهم واستراتيجياتهم الخاصة.
كشفت المعركة بالنسبة للملك نفسه، عن تدهور حالته الجسدية؛ فلم يعد قادراً على قيادة جيوشه من على ظهور الخيل. تمكن صلاح الدين الأيوبي من استغلال انتصاره، فحاصر قلعة الفرنجة الجديدة في مخاضة يعقوب ونقضها في أغسطس 1179 م. استغل صلاح الدين على الفور انتصاره بتدمير حصن بيت الأحزان المُشيد حديثاً خلال معركة مخاضة يعقوب. أصبح قادة الفرنجة أكثر حذراً في السنوات التي تلت مرج عيون، وكانت الحملتان التاليتان، معركة كوكب الهوا (1182) ومعركة الفولة (1183)، ذات طبيعة دفاعية صارمة.

## طالع أيضًا
- 1177: معركة تل الجزر
- 1179: معركة مخاضة يعقوب
- 1182: معركة كوكب الهوا
- 1183: معركة الفولة
- 1187: معركة عين جوزة
- 1187: معركة حطين

### فهرس المراجع
1. ↑  "The Life of Saladin Behaudin Tekstualno | Saladin | Muhammad". Scribd. مؤرشف من الأصل في 2023-03-21.
2. 1 2  Stevenson 1907، صفحة 221.
3. 1 2 3  "Battle of Marj Ayyun, 1179 CE". موسوعة تاريخ العالم  [لغات أخرى]‏. مؤرشف من الأصل في 2023-03-31. اطلع عليه بتاريخ 2020-06-13.{{استشهاد ويب}}:  صيانة الاستشهاد: علامات ترقيم زائدة (link)
4. 1 2  Smail, p 186
5. ↑  وليم الصوري, XXI.29
6. ↑  Smail, p 96
7. ↑  Smail, p 126

### المعلومات الكاملة للمراجع
- ابن كثير: البداية والنهاية.
- Smail, R. C. Crusading Warfare 1097–1193. New York: Barnes & Noble Books, (1956) 1995. (ردمك 1-56619-769-4)
- Stevenson، W (1907). The Crusaders in the East: a brief history of the wars of Islam with the Latins in Syria during the twelfth and thirteenth centuries. مطبعة جامعة كامبريدج.
- Smail, R. C. Crusading Warfare 1097–1193. New York: Barnes & Noble Books, (1956) 1995. (ردمك [[خاص:Booksources/|]])
- Nasr، A (2020). Battle of Marj Ayyun, 1179 CE. Ancient History Encyclopedia.